# ペドロ・コントレラス
ペドロ・コントレラス（Pedro Contreras González, 1972年1月7日 - ）は、スペイン・マドリード出身の元サッカー選手。スペイン代表である。ポジションはGK。

## 経歴
レアル・マドリードの下部組織出身。出場することはなかったが、1998年にはUEFAチャンピオンズリーグで優勝した。1999年に移籍したマラガCFでは定位置を確保し、4シーズンで6試合しか不出場がなかった。2003年にはレアル・ベティスに移籍した。2005-06シーズンのUEFAチャンピオンズリーグではチェルシーFCを完封した。2007-08シーズンはカディスCFでプレーし、そのシーズン限りで現役引退した。引退後はマラガでゴールキーパーコーチをしている。
2002年4月17日にベルファストで行われた北アイルランド代表戦でスペイン代表デビューした。第3ゴールキーパーとして2002 FIFAワールドカップに参加した。6ヵ月後にログローニョで行われたパラグアイ代表戦が最後の出場となった。

## 所属クラブ
- 1992-1996  レアル・マドリードB
  - 1996-1997 → ラージョ・バジェカーノ (loan)
- 1997-1999  レアル・マドリード
- 1999-2003  マラガCF
- 2003-2008  レアル・ベティス
  - 2007-2008 → カディスCF (loan)

## 代表歴

### 出場大会
- スペイン代表
  - 2002 FIFAワールドカップ

### 試合数
- 国際Aマッチ 1試合 0得点（2002年）[1]

| スペイン代表 | 国際Aマッチ | 国際Aマッチ |
| 年           | 出場        | 得点        |
| ------------ | ----------- | ----------- |
| 2002         | 1           | 0           |
| 通算         | 1           | 0           |